# Потерянный рай (сериал)
«Поте́рянный рай» (англ. Paradise Lost) — будущий американский телесериал, основанный на Темискире из комиксов DC Comics. Проект производится DC Studios и станет четвёртым телесериалом в медиафраншизе «Вселенная DC» (DCU). В нём будут исследованы интриги и борьба за власть на населённом женщинами острове Темискира, произошедшие до рождения Чудо-женщины.
После того как Джеймс Ганн и Питер Сафран стали главами DC Studios в октябре 2022 года, они поставили на паузу работу над продолжением фильмов Расширенной вселенной DC (DCEU) «Чудо-женщина» (2017) и «Чудо-женщина 1984» (2020) и начали вместо этого работать над сериалом «Потерянный рай», ставшем частью их новой DCU. Проект был объявлен в январе 2023 года и описан как политическая драма в духе сериала «Игра престолов» (2011—2019), действие которой развернётся в древние для Темискиры времена.
Премьера сериала «Потерянный рай» состоится на стриминговом сервисе Max. Проект станет частью первой главы DCU под названием «Боги и монстры».

## Производство

### Предыстория
К сентябрю 2012 года Аллан Хейнберг начал работу над сценарием к сериалу о происхождении Чудо-женщины для телеканала The CW под названием «Амазонка». Сюжет должен был сосредоточиться на юности и взрослении персонажа на острове Темискира. Работа над сериалом не продвинулась дальше, хотя Хейнберг впоследствии написал сценарий к фильму Расширенной вселенной DC (DCEU) «Чудо-женщина» (2017). В апреле 2022 года Discovery, Inc. и материнская компания Warner Bros. WarnerMedia слились воедино, образовав Warner Bros. Discovery, главой которой стал Дэвид Заслав. Новая компания собиралась перестроить DC Entertainment, и Заслав начал поиски человека, похожего на президента Marvel Studios Кевина Файги, который занял бы пост главы новой дочерней компании. В конце октября 2022 года сценарист / режиссёр Джеймс Ганн и Питер Сафран были назначены сопредседателями и главами новообразованной компании DC Studios. Через неделю после вступления в должности они совместно с командой сценаристов начали работу над многолетним планом новой франшизы, получившей название «Вселенная DC» (DCU), которая должна стать «софтребутом» DCEU.

### Разработка
В декабре 2022 года стало известно, что режиссёр фильмов «Чудо-женщина» и «Чудо-женщина 1984» (2020) Пэтти Дженкинс больше не будет работать над сиквелом этих фильмов, так как Ганн и Сафран сообщили ей, что её проект не удовлетворяет их новым планам. 31 января Ганн и Сафран представили проекты из своего расписания DCU, которое начинается с первой главы, получившей название «Боги и монстры». Четвёртым телесериалом в расписании стал «Потерянный рай», политическая драма в духе сериала «Игра престолов» (2011—2019) об интригах и борьбе за власть на населённой женщинами Темискире до рождения Чудо-женщины. Название проекта похоже на название сюжетной арки из комиксов Фила Хименеса и Джорджа Переса о гражданской войне на Темискире, «Потерянный райский остров».

## Премьера
Премьера сериала «Потерянный рай» состоится на стриминговом сервисе Max. Проект станет частью первой главы DCU под названием «Боги и монстры».